# Richland Center, Wisconsin
Richland Center este sediul comitatului Richland, statul Wisconsin, SUA.
1. ↑  2010 U.S. Gazetteer Files, accesat în 9 iulie 2020